# Hermann Soyaux
Hermann Soyaux (* 4. Januar 1852 in Breslau; † 1928 in Brasilien) war ein deutscher Botaniker und Forschungsreisender. Sein offizielles botanisches Autorenkürzel lautet „Soyaux“.

## Leben
Soyaux beschäftigte sich zunächst mit der Gärtnerei, studierte dann Botanik in Berlin und wurde von der Deutsch Afrikanischen Gesellschaft für die Expedition von Paul Güßfeldt zum Königreich Loango als Botaniker gewonnen. Er reiste deshalb 1873 nach Westafrika, wo er in Tschinschoscho (Loango, auf dem Gebiet des heutigen Cabinda) mit Güßfeldt, Julius Falkenstein und Eduard Pechuel-Loesche zusammentraf. 1875 erhielt Soyaux den Auftrag, sich nach Angola zu wenden, wo er mit Paul Pogge zusammentraf.
Nachdem die Expedition aufgelöst worden war, kehrte Soyaux nach Europa zurück und veröffentlichte Der verlorene Weltteil (Berlin 1876) und Aus Westafrika (zwei Bände, Leipzig 1879). Im Auftrag des Hamburger Handelshauses Woermann ging Soyaux 1879 nach Gabun (Libreville) in Westafrika und gründete dort eine Kaffeeplantage. 1885 kehrte er wieder nach Deutschland zurück und arbeitete für den Deutschen Kolonialverein in Berlin und schrieb Deutsche Arbeit in Afrika (Leipzig 1888).
1888 begab er sich im Auftrag der Siedlungsgesellschaft Herman nach Brasilien, wo er die Leitung der Kolonie Bom Retiro in Rio Grande do Sul übernahm. Er lebte dann in Porto Alegre.
1904 war er Mitbegründer des „Centro Econômico do Rio Grande do Sul“ in Brasilien.